# Новые Шаши
 Новые Шаши  — село в Атнинском районе Татарстана. Административный центр Новошашинского сельского поселения.

## География
Находится в северо-западной части Татарстана на расстоянии приблизительно 11 км по прямой на север от районного центра села Большая Атня.

## История
Известно с 1678 года.
В «Списке населённых мест Российской империи», изданном в 1866 году по сведениям 1859 года, населённый пункт упомянут как казённая деревня Новые Шаши 2-го стана Царёвококшайского уезда Казанской губернии. Располагалась по левую сторону транспортного тракта из города Казани в Вятскую губернию, при речке Шаше, в 139 верстах от уездного города Царёвококшайска и в 24 верстах от становой квартиры в казённой деревне Уразлино (Казаклар). В деревне, в 81 дворе проживали 610 человек (313 мужчин и 297 женщин), была мечеть.

## Население
Постоянных жителей было: в 1782—101 душа мужского пола, в 1859—634, в 1897—699, в 1908—743, в 1920—631, в 1926—675, в 1938—472, в 1949—349, в 1958—309, в 1970—289, в 1979—255, в 1989—221, в 2002 − 203 (татары 100 %), 196 в 2010.